# Ditassa
Ditassa es un género de fanerógamas de la familia Apocynaceae. representada por 100 especies distribuidas por toda América Latina, excepto Chile.

## Distribución y hábitat
Se distribuye por Argentina, Bolivia, Brasil, Colombia, Ecuador, Guyana, Paraguay, Perú, Surinam, Uruguay y Venezuela donde se encuentra en los márgenes de bosques y matorrales en alturas de 100-3,000 metros.

## Descripción
Son enredaderas herbáceas, rara vez subarbustos, ortótropo. Las ramas son glabras o escasamente a densamente, pubescentes o tomentosas: Las hojas son opuestas, raramente en espiral o verticiladas, subsésiles a pecioladas, la difusión es horizontal, fuertemente ascendente o  recurvadas; herbáceas o coriáceas de 0.5-5 cm de largo, 1-15 cm de ancho, lineales o elípticas a obovadas o cuneadas, basalmente obtusas, redondeadas o cuneadas, con el ápice truncado, agudo, acuminado o mucronado,  glabras o aisladamente a densamente pubescente a tomentoso, tricomas generalmente incoloro, raramente de color marrón.
Las inflorescencias son extra-axilares, solitarias, más cortas o largas que las hojas adyacentes, con 1-10 flores,  pedunculadas o subsésiles, pedúnculos casi tan largos como pedicelos. Tiene un número de cromosomas de: 2n= 22 (Ditassa sp.). 

## Taxonomía
El género fue descrito por Robert Brown y publicado en On the Asclepiadeae 38. 1810.

## Especies seleccionadas
| - Ditassa abortiva - Ditassa acerifolia - Ditassa acerosa - Ditassa adnata - Ditassa albiflora |